# Bregalnica
Bregalnica (makedonsko ) je druga najdaljša reka v Makedoniji. Izvira v Maleševskih planinah na vzhodu države in teče mimo mest Pehčevo, Berovo, Delčevo, Makedonska Kamenica, Vinica, Kočani in Štip, preden se kot največji levi pritok izlije v Vardar.

## Tok
Reka izvira južno od planinskega vrha Kalaica blizu makedonsko-bolgarske meje. Hidromorfološko se lahko razdeli na tri dele: zgornji del hudourniškega značaja, ki sega do vasi Istibanja, počasi tekoč srednji del s posameznimi brzicami do Štipa in počasi tekoč meandrirajoč del od Štipa do izliva. Ob zgornjem toku reke se izmenjujejo ozke soteske in manjše razširitve v obliki kotlin. Po spustu z Maleševske planine se reka obrne proti severu, teče skozi kotlini Maleš in Pijanec ter tamkajšnji regionalni središči Berovo in Delčevo. Nato zavije proti zahodu in prečka sotesko, ki jo je delno potopila izgradnja jezu Kalimanci leta 1969. Za jezom v jugozahodni smeri prečka Kočansko polje. Za mestom Štip se njena dolina ponovno zoži, na nekaterih delih postane kanjonska in s številnimi meandri. V Vardar se izliva blizu kraja Gradsko, nekaj kilometrov nad izlivom druge velike makedonske reke Crne.

## Zgodovina
V drugi balkanski vojni je bila Bregalnica prizorišče bregalniške bitke med Srbijo in Bolgarijo.